# Baiami glenelgi
Baiami glenelgi là một loài nhện trong họ Stiphidiidae.
Loài này thuộc chi Baiami. Baiami glenelgi được M.R. Gray miêu tả năm 1981.